# Gabriel Luna
Gabriel Isaac Luna (ur. 5 grudnia 1982 w Austin) – amerykański aktor i producent filmowy. Wystąpił jako Robbie Reyes / Ghost Rider w serialu ABC o superbohaterach Filmowego Uniwersum Marvela, Agenci T.A.R.C.Z.Y. (2016–2017), Paco Contreras w serialu kryminalnym ABC Miasto zła (2015) i w roli Terminatora Rev-9 w filmie Terminator: Mroczne przeznaczenie (2019). 

## Życiorys
Urodził się i dorastał w Austin w Teksasie jako syn Deborah Ann (z domu Perez) i Gabriela Lopeza Luny. Jego rodzice byli oboje pochodzenia meksykańskiego. Jego ojciec zmarł tragicznie w wieku 20 lat, trzy miesiące przed narodzinami Luny, pozostawiając jego matkę, która urodziła go w wieku 15 lat. W 2005 ukończył St. Edward’s University w Austin, gdzie zadebiutował na scenie jako Romeo w przedstawieniu Romeo i Julia. 
Został członkiem założycielem Paper Chairs Theatre Company z siedzibą w Austin i współzałożycielem firmy produkcyjnej Brains Everywhere Productions. W 2010 otrzymał nagrodę dla najlepszego aktora pierwszoplanowego od Stowarzyszenia Krytyków Austin za rolę Siergieja Maksudowa w inscenizacji Czarny śnieg.
Zadebiutował na ekranie w roli Kristofera Rostropovicha w niezależnym dramacie Fall to Grace (2005). W serialu Miasto zła (2015) zagrał główną rolę detektywa z Los Angeles. Za rolę Lance’a Floresa w dreszczowcu Trans-Pecos (2016) został uhonorowany nagrodą Jury festiwalu filmowego w Nashville. Jego rola Ghosta Ridera w serialu Agenci T.A.R.C.Z.Y. w 2017 była nominowana do Teen Choice Awards w kategorii najlepszy aktor telewizyjny: akcja. W grudniu 2019 wraz z Arnoldem Schwarzeneggerem trafił na okładkę magazynu „Men’s Health”.

## Filmografia

### Filmy
| Rok  | Tytuł                             | Rola                   | Uwagi           |
| ---- | --------------------------------- | ---------------------- | --------------- |
| 2005 | Fall to Grace                     | Kristofer Rostropovich | Debiut aktorski |
| 2010 | Dance with the One                | Nate Hitchins          |                 |
| 2011 | Bernie                            | Kevin                  |                 |
| 2012 | Spring Eddy                       | Eddy                   |                 |
| 2014 | Intramural                        | Vinnie                 |                 |
| 2015 | Tytuł do praw                     | Quesada                |                 |
| 2015 | Gravy                             | Hector                 |                 |
| 2016 | Transpecos                        | Lance Flores           |                 |
| 2019 | Hala                              | Pan Lawrence           |                 |
| 2019 | Terminator: Mroczne przeznaczenie | Terminator Rev-9       |                 |

### Telewizja
| Rok       | Tytuł                    | Rola                       | Uwagi                                   |
| --------- | ------------------------ | -------------------------- | --------------------------------------- |
| 2008      | Skazany na śmierć        | Eduardo                    |                                         |
| 2010      | Temple Grandin           | Student Wit                | film telewizyjny                        |
| 2013      | Touch                    | Ted                        |                                         |
| 2013      | Matador                  | Tony Bravo                 |                                         |
| 2015      | Detektyw                 | Miguel Gilb                |                                         |
| 2015      | Miasto zła               | Paco Contreras             |                                         |
| 2016      | Harley and the Davidsons | Eddie Hasha                |                                         |
| 2016–2017 | Agenci T.A.R.C.Z.Y.      | Robbie Reyes / Ghost Rider |                                         |
| 2016      | Rosewood                 | Eddie Lunez                |                                         |
| 2023      | The Last of Us           | Tommy                      | serial na podst. gry o tym samym tytule |